# Abbaye de Franquevaux
L’abbaye de Franquevaux est une abbaye cistercienne fondée vers 1143, fille de  l'abbaye de Morimond, qui est aujourd'hui en ruines, située dans le département du Gard et la région Languedoc-Roussillon, au diocèse de Nîmes.
Le hameau né de ses ruines, Franquevaux, se trouve sur le territoire de la commune de Beauvoisin, au cœur de la Petite Camargue, à mi-chemin entre les villes de Saint-Gilles et de Vauvert.

## Histoire

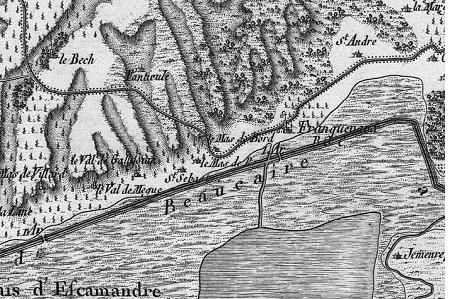
Carte de Cassini de Franquevaux.

La tradition populaire prétend qu'il existait en ce lieu une ancienne ville qu'on désigne sous le nom de Caramignan. Cette tradition n'est appuyée par aucun document écrit, mais au sud de la chapelle on voit la terre jonchée de briques et de tuiles romaines.
L'histoire prestigieuse de l'abbaye cistercienne de Franquevaux commence au milieu du XIIe siècle au Castrum Belvedin (château de Beauvoisin). Celui-ci aurait appartenu aux Templiers avant de revenir à la famille du vicomte de Nîmes.
En 1141 un groupe de moines envoyés par le jeune Ordre de Cîteaux requiert l'hospitalité du seigneur Pierre de Belvedin. Ils avaient traversé à pied la France, menés par le père abbé Galthérius, dans le but de fonder une abbaye. Celui-ci après une longue prospection, décide d'implanter son abbaye au milieu du pays camarguais. Pour cela il a tenu compte de l'isolement du lieu, de critères divers notamment telluriques, voire occultes…
En 1143 un gentilhomme du pays, nommé Pons-Guillaume, fit la donation de terres au bord du vaste étang de Scamandre. L'évêque de Nîmes, Aldebert, entérine cette décision, faisant de Galthérius (Gautier) le premier père abbé de cette épopée spirituelle. L'abbaye sera construite durant 70 ans avec les pierres des carrières de Fontvieille charriées par bateau sur un ancien bras oriental du Rhône. Rapidement, elle devient l'une des plus importantes du Languedoc.L'église abbatiale sera consacrée en 1209, ainsi que les bâtiments conventuels :salle capitulaire, réfectoire, dortoir, cloître, etc.
À la suite d'un différend dont on ignore la teneur, qui s'élevait entre l'abbaye et la ville de Montpellier, le pape Innocent III (1198-1216), adressa une bulle à l'évêque de Maguelone : Guillaume d'Autignac, ainsi qu'à l'archidiacre de la ville, Jean de Montlaur, leur enjoignant de faire appliquer la sentence rendue par l'évêque d'Agde : Tédisio Balbi, dit Thédise, en faveur des bourgeois de Montpellier, contre l'abbaye.
Au XVe siècle, l'instauration de la commende sonnera le déclin de l’abbaye, en effet le roi récompensant ses nobles vassaux en leur offrant une abbaye, ils vont y puiser à loisir d'importants pourcentages.
En 1789 les habitants de Vauvert chassèrent les derniers moines.
Le corps principal a été rénové et propose aujourd'hui les gîtes et chambres d'hôtes de « l'Ancienne Abbaye de Franquevaux »2.

## Hameau
Les pierres d'une partie des ruines de l'abbaye ont permis de construire les murs des maisons d'un hameau comptant aujourd'hui une centaine d’habitants. Situé près du canal du Rhône à Sète et contre le plateau des Costières sur une route qui se perd dans les roseaux au milieu des étangs, Franquevaux connaît des jours silencieux et tranquilles entre le noir et le blanc des taureaux et des chevaux camarguais.
À l'instar de Beauvoisin, commune dont il dépend, le hameau de Franquevaux fait partie du terroir viticole des Costières de Nîmes.

## Architecture et description

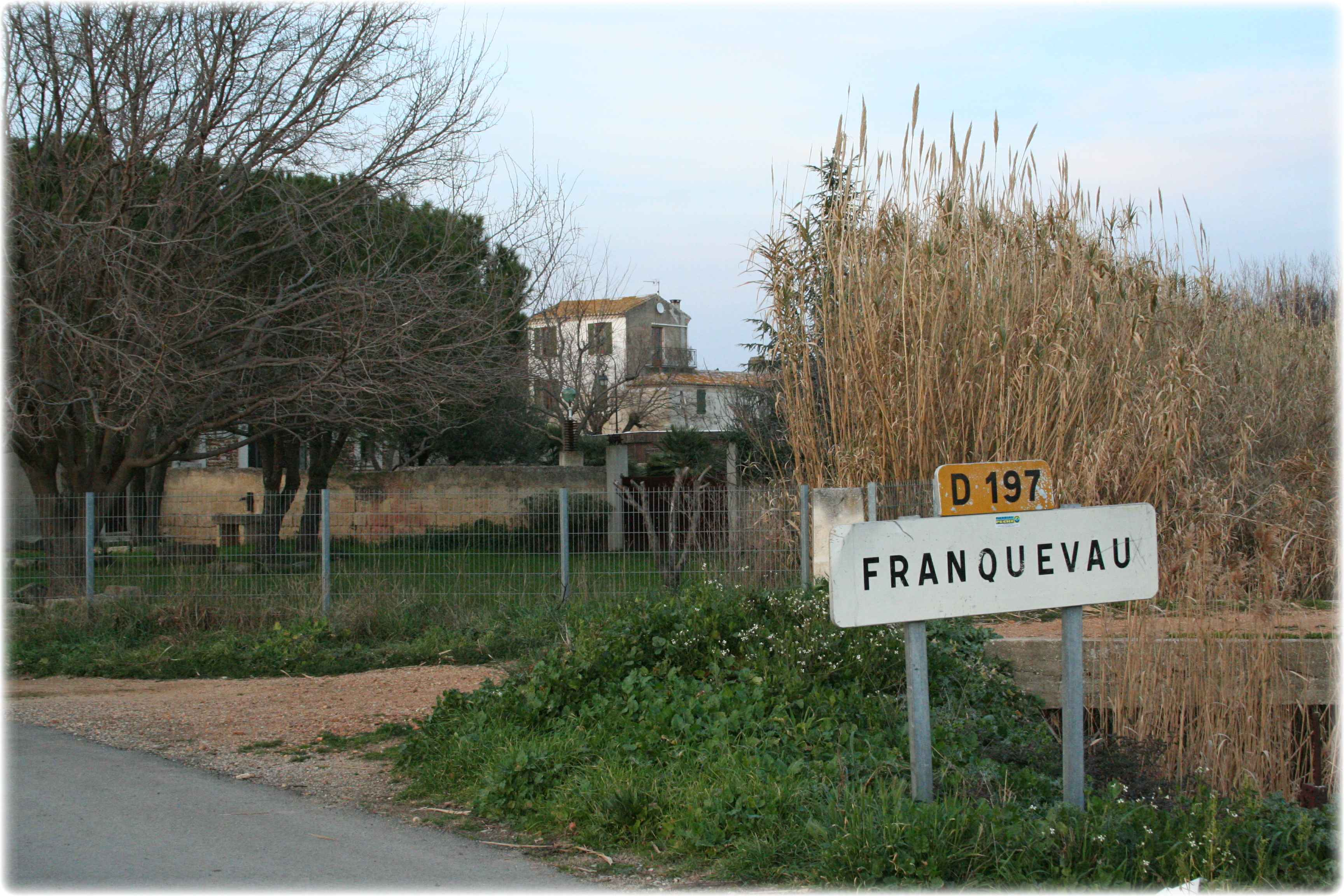
Avec le X !
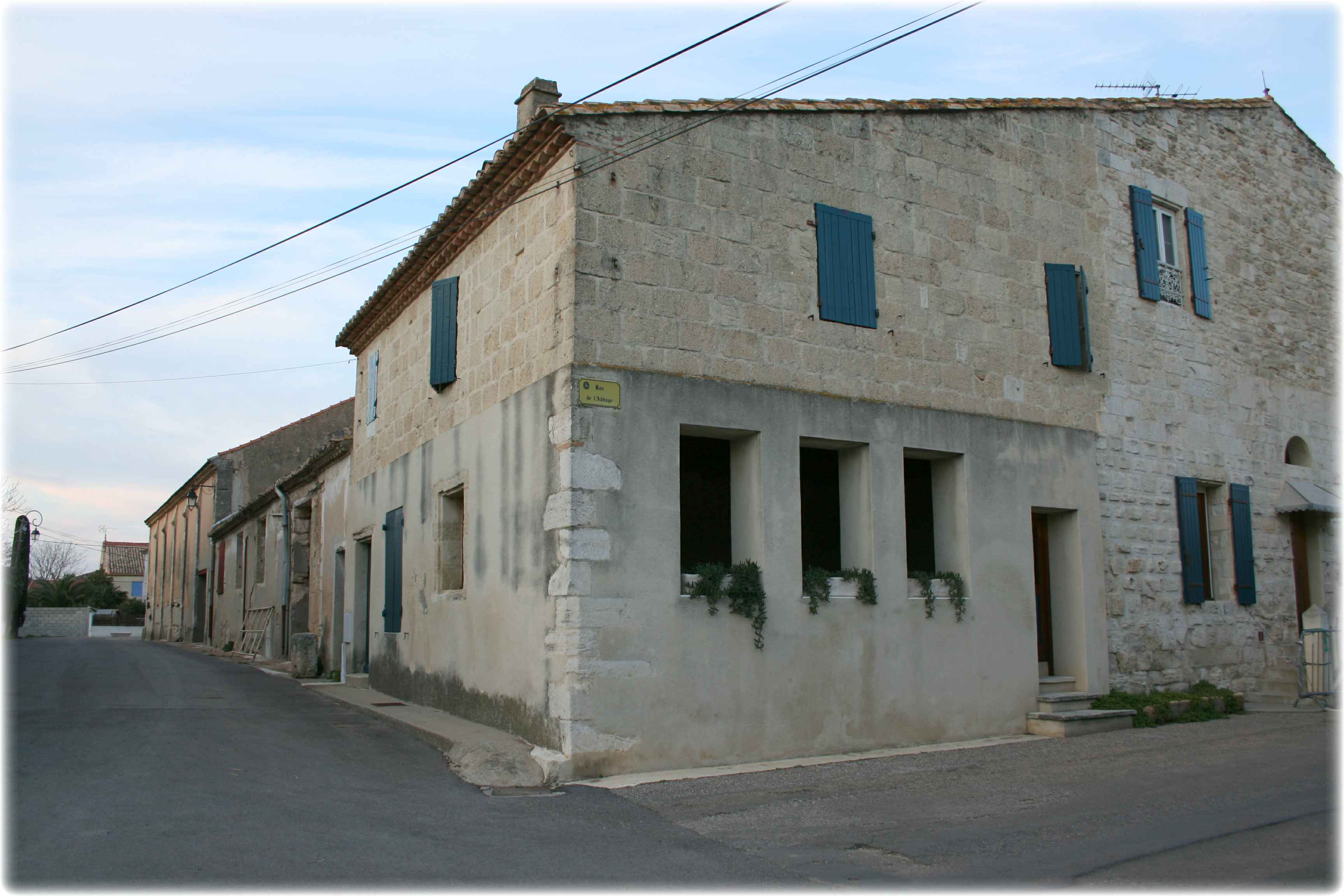
Rue de l'Abbaye.
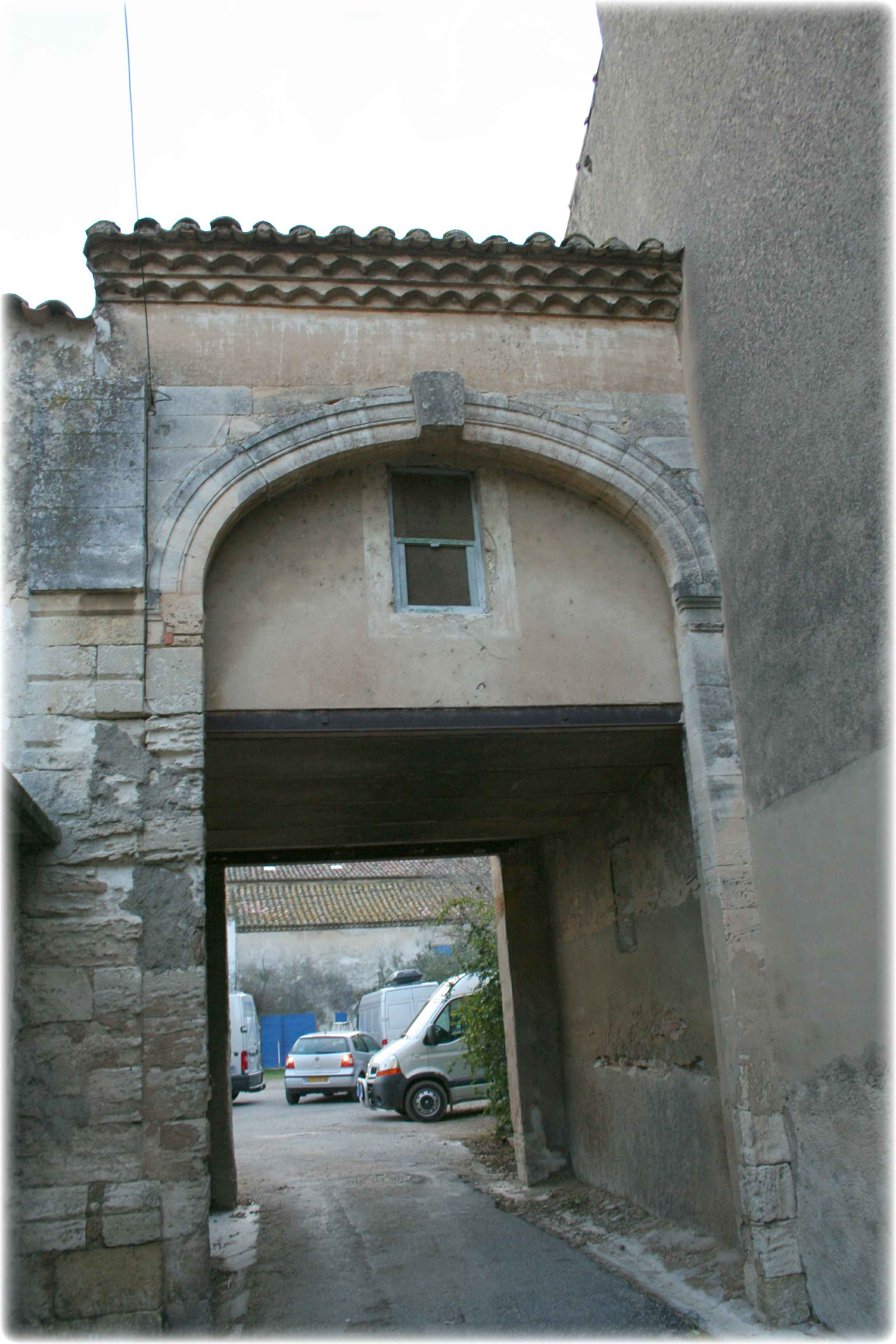
Vestiges de l'Aabaye.
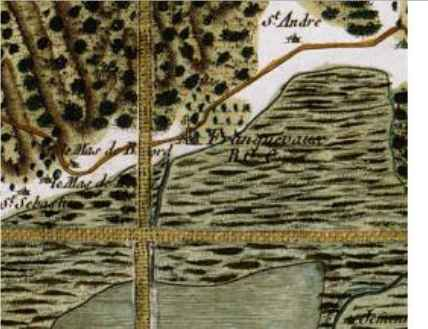
Autre carte Cassini de Franquevaux.

## Sceau
Légende en capitales romaines, entre cordons : 
S. SANCTE. MARIE

LIBERE. VALLis

dans le champ, l'abbé de face, mitré, tenant la crosse tournée en dehors et un livre sur la poitrine , 

## Liste des abbés
1. - 1143-1147 : Gautier
2. - 1147-1152 : Willencus
3. - 1154-1160 : Hugues Ier
4. - 1160-1162 : Bertrand Ier
5. - 1162-1168 : Vivien
6. - 1168-1175 : Bertrand II
7. - 1176-1208 : Pons Ier
8. - 1209-1219 : Pierre Ier Benoît (?-1219)
9. - 1232-1235 : Rostaing
10. - 1235-1243 : Guillaume Ier Béliart
11. - 1243-1258 : Firmin
12. - 1273-1276 : Guillaume II
13. - 1299-1300 : Hugues II
14. - 1312-1321 : Raimond Ier
15. - 1321-1328 : Pierre II Frédols
16. - 1328-1329 : Renaud ou Raimond
17. - 1333-1340 : Béranger de Lévezon
18. - 1351-1354 : Bernard, devient abbé de Sénanque en 1354
19. - 1354-1359 : Jean Ier Amauri, nommé par le pape Innocent VI
20. - 1359-1369 : Pierre III de Belvezin, nommé par le pape Innocent VI
21. - 1369-1373 : Géraud Corrége, moine de l'abbaye Sainte-Marie de Fontfroide, nommé par le pape Urbain V
22. - 1388-13.. : Raimond II
23. - 1405-1409 : Pierre IV
24. - 1437-1461 : Jean II
25. - 1461-1479 : Antoine
26. - 1482-1536 : Pons II d Ranc
27. - 1548-1556 : Pierre V de Pierrevive
28. - 1556-1564 : Bénigme de Mascharon ou de Machet, mort le 8 février 1564, et enterré au Cimetière des Innocents
29. - 1565-1620 : Claude de Faucon, neveu de l'évêque de Carcassonne: François de Faucon (?-1565). Il est nommé le 11 août 1565
30. - 1620-16.. :Jean III du Bousquet
31. - 16..-1678 : Etienne du Bousquet
32. - 1678-1701 : Pierre VI du Crousset (16..-1701)
33. - 1702-1725 : Louis Ier de La Petitière, nommé par Louis XIV, roi de France, le 1er novembre 1702
34. - 1725-1755 : Louis-François de Vivet de Montclus (1687-1755), Originaire du diocèse de Nîmes, il est le fils de Jacques († 1715) président de la Cour des comptes de Montpellier. Destiné à l'Église, il est pourvu  par le roi le 27 avril 1725 comme abbé commendataire de l'abbaye de Saint-Gilles et de l'abbaye de Franquevaux dans l'actuel département du Gard[4]. Il est désigné comme évêque de Saint-Brieuc le 20 octobre 1727, confirmé le 8 mars 1728 et consacré le 9 mai suivant par François Firmin Trudaine évêque de Senlis. Il reçoit en commende en 1729  l'abbaye de Beauport en Bretagne. Il est très actif dans son diocèse contre les jansénistes et favorise les Sœurs du Saint-Esprit, une congrégation enseignante [5]. Il est nommé le 13 septembre 1744 évêque d'Alais lorsque Charles de Bannes d'Avéjan meurt et il résigne son précédent siège le 1er décembre. Il est confirmé le 18 décembre 1744. Dans son nouveau diocèse, il continue à combattre le jansénisme, œuvre à la conversion des calvinistes et poursuit son épiscopat jusqu'à son propre décès le 21 juillet 1755 à Alais[6].
35. - 1755-17..:

## Propriétés, revenus

### Fermes, bois, vignes, et prairies
- droit de dépaissance sur les terroirs de Malmont et Malmontet entre elle et les religieux de Gourdouse différent réglé par une transaction à l'initiative de Raimond II évêque d'Uzès en juin 1188, acte signé par Pons prieur de Saint-Nicolas de Campagnac[7]

### Prieurés, cures
- Prieuré de Gourdouze, donné par Guillaume de Peyre, évêque de Mende en 1156 qui toutefois se conservait certains privilèges, comme le droit de faire estiver en franchise ses chevaux[Note 2]. Les religieux en seront chassés en 1433 par Rodrigue de Villandrando. Après négociation et versement d'une somme d'argent celui-ci quitte les lieux et en 1435, le prieuré devient la propriété  des chanoines du prieuré Saint-Nicolas de Campagnac[8]